# Фетинино (Владимирская область)
Фетинино — село в Собинском районе Владимирской области России, входит в состав Рождественского сельского поселения.

## География
Село расположено в 12 км на север от центра поселения села Рождествено и в 40 км на север от райцентра города Собинка.

## История
В XVIII-XIX столетиях Фетинино было вотчиной графов Зубовых. В селе, как видно из книг патриаршего казенного приказа, существовали две церкви: одна - в честь Димитрия Солунского и другая – в честь святого и чудотворного Николая под 1646 годом. В 1763 году помещик Николай Васильевич Зубов построил каменную церковь в честь Святой Живоначальной Троицы; в 1808 году к ней пристроена была каменная колокольня усердием графини Натальи Александровны Зубовой; в 1857 году в церкви устроен придел - во имя святого мучеников Адриана и Натальи усердием графа Валериана Николаевича Зубова. Приход состоял из села и деревень Стопина и Корнева. В 1893 году всех дворов в приходе 67, душ мужского пола 194, женского — 226. С 1885 года в селе была открыта церковно-приходская школа и помещалась в каменном доме, построенном на средства помещика М.И. Леонтьева.
В конце XIX — начале XX века село входило в состав Стопинской волости Владимирского уезда.
С 1929 года село входило в состав Калитеевского сельсовета Ставровского района, с 1935 года — в составе Небыловского района, с 1965 года — в составе Собинского района, с 1976 года — центр Фетиниского сельсовета, с 2005 года — в составе Рождественского сельского поселения.
В 1974 году в состав села была включена упразднённая деревня Стопино.

## Население
| 1859 | 1905 | 1926 | 2002 | 2010 | 2021 |
| ---- | ---- | ---- | ---- | ---- | ---- |
| 98   | ↗108 | ↗134 | ↗560 | ↘462 | ↘435 |

Население деревни Стопино — 216 (1859), 270 (1926).

## Инфраструктура
В селе расположены МБОУ «Фетининская основная общеобразовательная школа» (открыта в 1971 году), детский сад, фельдшерско-акушерский пункт, отделение почтовой связи 601234, сельхозпредприятие ООО «Фетинино»

## Достопримечательности
В селе находится действующая Церковь Троицы Живоначальной (1763).